# Sant Quintí de Mediona
Sant Quintí de Mediona település Spanyolországban, Barcelona tartományban. Lakosainak száma 2504 fő (2024).

## Földrajza
Sant Quintí de Mediona Mediona, Sant Pere de Riudebitlles, Torrelavit és Font-rubí községekkel határos.

## Népesség
A település lakosságának változását az alábbi diagram mutatja:
| Lakosok száma | 181  | 1977 | 1557 | 1345 | 1567 | 1970 | 2167 | 2101 | 2254 | 2504 |
|               | 1717 | 1887 | 1936 | 1960 | 1986 | 2004 | 2009 | 2014 | 2019 | 2024 |